# Jicchak Goldknopf
Jicchak Jisaschar Goldknopf (hebrejsky יצחק יששכר גולדקנופף‎; * 30. října 1950 Jeruzalém) je izraelský politik a předseda strany Agudat Jisra'el. Goldknopf je po odstoupení Ja'akova Litzmana předsedou strany Sjednocený judaismus Tóry. Dříve působil jako člen jeruzalémské městské rady. Od 29. prosince 2022 působí jako ministr výstavby a bydlení v šesté vládě Benjamina Netanjahua.

## Životopis
Narodil se v Jeruzalémě v roce 1950 Malce a Jehudovi, stoupenci chasidské dynastie Ger.
Je členem národního výboru Agudat Jisra'el. V roce 2003 byl zvolen do jeruzalémské městské rady. Je výkonným ředitelem mateřských škol a jeslí Bejt Ja'akov a Bejt Petachja, které zdědil po svém otci. V červnu 2022 jmenoval Ja'akov Arje Alter, rebe z dynastie Ger, Goldknopfa na místo Ja'akova Litzmana do čela Agudat Jisra'el. Goldknopfovi bylo navíc přiděleno první místo na kandidátce strany před volbami v roce 2022. Na základě výsledků voleb se 15. listopadu stal poslancem 25. Knesetu.
V náboženské komunitě je dobře znám díky své funkci předsedy Výboru pro posvátnost šabatu. Tento výbor bojoval za omezení v izraelském veřejném prostoru, včetně kampaně, která přiměla společnost El Al přestat létat v sobotu. Zasáhl do velmi medializovaného sporu mezi vedením dynastie Ger a poslancem Knesetu Me'irem Porušem, který jej obvinil z podkopávání jeho kandidatury na starostu Jeruzaléma.

## Osobní život
Je ženatý s Rebekou a je otcem deseti dětí.
Zabývá se také obchodem s nemovitostmi.